# Naučná stezka Totalita rozděluje
Totalita rozděluje je naučná stezka vedoucí přes Borovany a jihozápadní část jejich katastru.

## Popis trasy

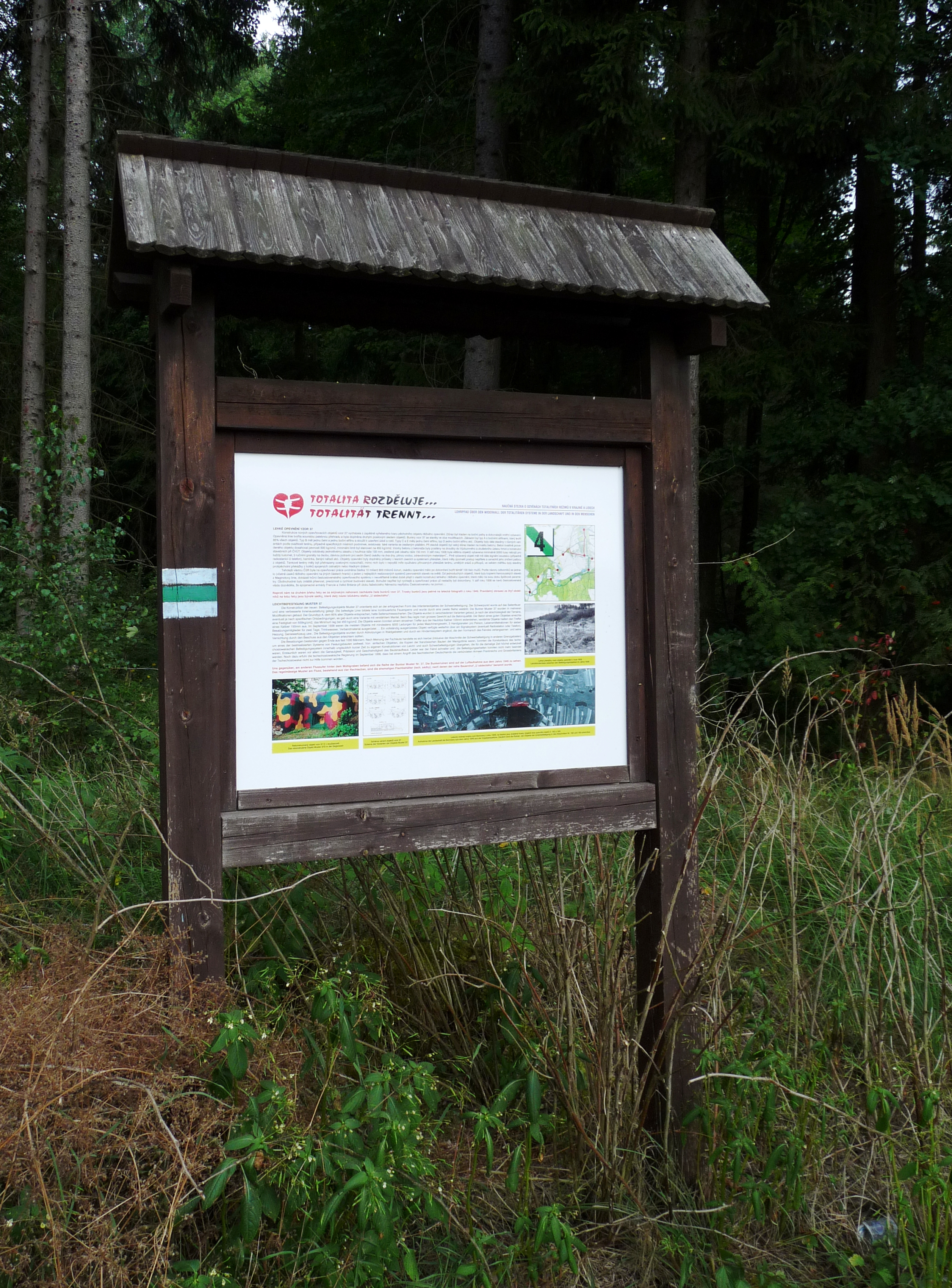
Informační tabule č. 4

Osmikilometrová stezka začíná v blízkosti borovanského kláštera v jižní části Žižkova náměstí, odkud vede dále na jih kolem kláštera podél červeně značené turistické trasy. V blízkosti železničního přejezdu je možné navštívit lehké opevnění č. 15 typu 36C vybudované roku 1936.
Po překročení Stropnice po kamenném mostě z roku 1867, jenž je technickou a kulturní památkou České republiky, se naučná stezka zatáčí k jihozápadu a řeku sleduje až k rekreační oblasti U Šírků, kde řeku opět překonává a stáčí se na silnici mezi Ostrolovským Újezdem a Borovany po žlutě značené turistické trase. Silnici opouští krátce po odbočce k Trocnovu, obkrouží rybník Pražan a po silnici návštěvníka dovede k soukromému pohraničnímu skanzenu, jenž je však od smrti jeho majitele přestěhovaný do Nových Hradů. K výchozímu bodu v Borovanech je možné se vrátit po navazující červené turistické trase.

## Zaměření a zastavení
Stezka připomíná historické události, které měly za následek přerušení partnerských vztahů mezi Čechy a Rakušany, a to především v důsledku evropského nacismu a vzniku tzv. Železné opony. Informační tabule je popisují v souvislosti s reáliemi mikroregionu.
1. Staletí dobrého sousedství a spolupráce
2. První začátky bariér – vedle bunkru 36C
3. Opevnění proti nepříteli
4. Lehké opevnění vzor 37C
5. Zrazená republika
6. Další osud opevnění
7. O stavbě bunkru – v blízkosti se nacházejí pozůstatky dalšího bunkru, typu 37
8. Borovany během 2. světové války
9. Soukromý pohraniční skanzen železné opony – nyní Skanzen ochrany státních hranic v Nových Hradech v sousedství bývalé celnice hraničního přechodu Nové Hrady – Pyhrabruck